# 岡山県道・鳥取県道115号常藤関金線
岡山県道・鳥取県道115号常藤関金線（おかやまけんどう・とっとりけんどう115ごう つねとうせきがねせん）は、岡山県真庭市から鳥取県倉吉市に至る一般県道である。

## 概要
岡山県真庭市蒜山吉田から鳥取県倉吉市関金町山口に至る。

### 路線データ
- 起点：岡山県真庭市蒜山吉田（国道482号交点）
- 終点：鳥取県倉吉市関金町山口（倉吉市道犬挟峠線交点）
- 総延長：3.1 km

## 歴史
- 1999年（平成11年）3月31日 - 鳥取県告示第231・232・234号により、国道313号旧道のうち、倉吉市関金町関金宿 - 倉吉市関金町山口間を当路線に変更[1]。

## 路線状況

### 通称
- 旧国道313号（鳥取県倉吉市関金町関金宿 - 終点）

なお、旧国道313号は、終点から先も続いているが、それは倉吉市道犬挟峠線・真庭市道である。

### 重複区間
- 国道313号（鳥取県倉吉市関金町関金宿・関金宿交差点 - 倉吉市関金町関金宿）

### 道路施設

#### 橋梁
- 鳥取県
  - 山崎橋（矢送川、倉吉市）

## 地理

### 通過する自治体
- 岡山県
  - 真庭市
- 鳥取県
  - 東伯郡三朝町 - 倉吉市

### 交差する道路
| 交差する道路                                  | 都道府県名 | 市町村名 | 交差する場所 | 交差する場所 |
| --------------------------------------------- | ---------- | -------- | ------------ | ------------ |
| 国道482号                                     | 岡山県     | 真庭市   | 蒜山吉田     | 起点         |
| 岡山県道325号別所下長田線                     | 岡山県     | 真庭市   | 蒜山別所     |              |
| 鳥取県道306号福本関金線                       | 鳥取県     | 倉吉市   | 関金町関金宿 |              |
| 国道313号 重複区間起点 鳥取県道50号東伯関金線 | 鳥取県     | 倉吉市   | 関金町関金宿 | 関金宿交差点 |
| 国道313号 重複区間終点                        | 鳥取県     | 倉吉市   | 関金町関金宿 |              |
| 倉吉市道犬挟峠線                              | 鳥取県     | 倉吉市   | 関金町山口   | 終点         |

### 沿線
- 関金温泉